# Kenichi Yumoto
Kenichi Yumoto (n. 4 decembrie 1984, Wakayama, Japonia) este un luptător ce a reprezentat Japonia, medaliat olimpic. A participat la 2 ediții ale Jocurilor Olimpice (2008, 2012) în care a câștigat o medalie de argint.